# Amara praetermissa
Amara (Celia) praetermissa – gatunek chrząszcza z rodziny biegaczowatych, podrodziny Pterostichinae i plemienia Zabrini.

## Taksonomia
Gatunek został opisany w 1827 roku przez Carla Reinholda Sahlberga jako Harpalus praetermissa.

## Opis
Ciało długości od 6,2 do 8,2 mm, ciemnobrązowe. Czułki i odnóża w całości rudobrązowe. Grzbietowa powierzchnia ciała niemetaliczna. Przedplecze z chropowatą punktacją u nasady, przerwaną pośrodku. Tylne jego kąty tworzą prawie kąt prosty z podstawą. Pokrywy z punktem u nasady skróconego rzędu przytarczkowego. Kolec końcowy goleni przednich odnóży pojedynczy.

## Biologia i ekologia
Chrząszcz ten preferuje suche, żwirowe gleby. Spotykany w jasnych lasach, skąpo porośniętych terenach otwartych i żwirowniach.

## Występowanie
Gatunek euro-syberyjski. W Europie wykazany z Andory, Austrii, Belgii, Bośni i Hercegowiny, Bułgarii, Białorusi, Czech, Chorwacji, Danii, Estonii, Finlandii, Francji, Grecji, Hiszpanii, Holandii, Irlandii, byłej Jugosławii, Łotwy, Liechtensteinu, Litwy, Mołdawii, Niemiec, Norwegii, obwodu królewieckiego, Polski, europejskiej Rosji, Rumunii, Słowacji, Słowenii, Szwecji, Szwajcarii, Ukrainy, Węgier, Wielkiej Brytanii i Włoch. Ponadto znany z Turcji, Armenii, Gruzji, Kazachstanu, Syberii, północnej Mongolii i Kamczatki.